# Undervattensstrid
Undervattensstrid är en typ av stridsuppgift för marina förband.
Med undervattensstrid menas främst förmågan till ubåtsjakt. Ubåtsjakten bedrivs med hjälp av sensorer i form av aktiva och passiva sonarer (även kallat hydrofoner), sonarbojar och vapenverkan i form av antiubåtsgranater, torpeder och sjunkbomber. Till undervattensstriden hör även förmågan att lägga ut mineringar, något som samtliga svenska örlogsfartyg har möjlighet att göra. Korvetterna i Visbyklassen har också kvalificerade system för minröjning.